# Jeroen Tiebout
Jeroen Tiebout (Halle, 12 april 1979) is een Belgisch Vlaams-nationalistisch politicus voor de N-VA.

## Biografie
Tiebout behaalde in 2002 het diploma van master in bestuurskunde aan de Hogeschool Gent, in 2004 een master in Europese studies aan de Universiteit Gent en in 2007 een postgraduaat bedrijfseconomie aan de Katholieke Universiteit Leuven.
Van 2004 tot 2007 werkte hij als stafmedewerker in het Algemeen Ziekenhuis Jan Portaels in Vilvoorde, waarna Tiebout een jaar lang senior consultant was bij het Franse consultancybureau Capgemini en van 2008 tot 2010 als manager aan de slag was bij de financiële dienstverlener Ernst & Young. Van 2010 tot 2014 was hij werkzaam voor de bank KBC, eerst als organisatie-adviseur en nadien vanaf 2011 als adviseur overheidsrelaties van het directiecomité van de KBC-groep. 
In 2014 zette Tiebout de stap naar de politiek en ging hij aan de slag voor de partij N-VA. Van februari tot augustus 2014 was hij politiek adviseur voor de N-VA-fractie in de Kamer van volksvertegenwoordigers, waar hij zich boog over de onderwerpen economie, banken en verzekeringen. In augustus 2014 ging hij werken op het kabinet van Vlaams minister Ben Weyts, tot januari 2019 als woordvoerder en adjunct-kabinetschef en van januari 2019 tot september 2022 als kabinetschef. Van november 2020 tot januari 2022 was hij tevens regeringscommissaris bij de Vlaamse Radio- en Televisieomroeporganisatie (VRT).
Tiebout werd eveneens actief in de lokale N-VA-afdeling van Sint-Pieters-Leeuw, waar hij sinds januari 2019 gemeenteraadslid is. Na de gemeenteraadsverkiezingen van oktober 2024 werd hij er schepen van Omgeving, Gebouwen, Milieu en Afvalbeleid en ICT. 
In september 2022 werd Tiebout Vlaams Parlementslid in opvolging van Piet De Bruyn, die aan de slag ging als co-directeur bij het Centrum ter preventie van zelfdoding. In het Vlaams Parlement zetelde hij in de commissie Leefmilieu, Natuur, Ruimtelijke Ordening en Energie en was Tiebout van januari 2024 tot aan het einde van zijn mandaat in juni datzelfde jaar ondervoorzitter van de commissie voor Wonen en Onroerend Erfgoed.
Bij de federale verkiezingen van juni 2024 kreeg Tiebout de vierde plaats op de N-VA-lijst in Vlaams-Brabant, maar hij behaalde onvoldoende stemmen om verkozen te geraken in de Kamer van volksvertegenwoordigers. Vervolgens werd hij in februari 2025 directeur Protocol en Organisatie op het kabinet van premier Bart De Wever.